# Steinberg (Šluknovská pahorkatina, 459 m)
Steinberg (česky doslovně Kamenný vrch) je kupa s nadmořskou výškou 459 m, která se nachází na území velkého okresního města Sebnitz (místní část Hinterhermsdorf) v zemském okrese Saské Švýcarsko-Východní Krušné hory v Sasku.

## Charakteristika
Vrch leží v německé části Šluknovské pahorkatiny (Lausitzer Bergland) a její mesogeochoře Jihozápadní hornolužická vrchovina (Südwestliches Oberlausitzer Bergland). Po severním svahu kopce prochází lužický zlom. Podloží Steinbergu tvoří několik druhů pískovce, v severní části se pak vyskytuje rumburská žula a na dvou místech též vápenec. Na jihozápadním úpatí je zatopený vápencový lom. Východní svahy spadají do údolí Bílého potoka, ze západu vrch ohraničuje Heidelbach, u kterého stojí budova bývalého Horního mlýna, a z jihu Křinice. Po Bílém potoce a Křinici probíhá od severního až k jihovýchodnímu úpatí česko-německá státní hranice. Severovýchodně od vrcholu vybíhá ze svahu do údolí Bílého potoka skalní útvar Benediktstein (415 m). Vrch je zalesněný jehličnatým lesem s převahou smrku ztepilého (Picea abies). Celý Steinberg leží na území Národního parku Saské Švýcarsko. Ze severu přichází z českého území Vápenná cesta (Kalkstraße), po které se dováželo vápno z Hinterhermsdorfu na panství Lipová.